# Улица Тимирязева (Алма-Ата)
Улица Тимирязева (каз. Тимирязев көшесі / Timiräzev köşesı) находится в Бостандыкском районе города Алма-Аты, в южной части города, проходит с востока на запад от улицы Желтоксан до улицы Жандосова. Пересекает проспект Сейфуллина, улицы Байтурсынова, Ауэзова, Жарокова, Серкебаева (ранее проспект Гагарина) и улицу Розыбакиева. Улица Тимирязева сформировалась в 60-70-е годы, в период строительства микрорайонов «Коктем-1», «Коктем-2» и реконструкции территории южной окраины города.

## Происхождение названия
Названа в честь русского ученого-естествоиспытателя, основоположника русской школы физиологии растений, современного учения о фотосинтезе, Тимирязева Климента.

## Озеленение и благоустройство
В советские годы своеобразный характер улице придавали зелёные насаждения: вдоль многоэтажных зданий тянулись аллеи и бульвары Главного ботанического сада АН Казахской ССР, Выставки достижений народного хозяйства Казахской ССР. Местом отдыха жителей сегодня является также долина реки Весновка. Были проложены магистральные оросительные арыки, которые летом ежедневно были полноводными.

## Примечательные здания и сооружения
Современный облик улице придают здания Казахского национального университета имени аль-Фараби, университетский городок, Дворец студентов имени Жолдасбекова, Главный ботанический сад, лаборатории физиологии растений Института ботаники АН Казахстана, Республиканская средняя общеобразовательная школа-интернат спортивного профиля, дирекция Выставки достижений народного хозяйства.
В доме № 53 в послевоенное время проживала Е. Ю. Спасская — выдающийся украинский ученый-этнолог, искусствовед и музейщик.

## Транспорт
На улице проходят многие троллейбусные и автобусные маршруты.
Троллейбусные маршруты
- 1: Центральный парк культуры и отдыха, ул. Гоголя, Парк имени 28 гвардейцев-панфиловцев, ул. Ауэзова, ул. Тимирязева, ул. Розыбакиева, ул. Березовского, ул. Гагарина, конечная ул. Кожабекова угол ул. Розыбакиева.
- 7: Ж/д вокзал Алматы 1, ул. Сейфуллина, КОУ, ул. Курмангазы, ул. Байтурсынова, ул. Тимирязева, ул. Ауэзова, ул. Габдуллина, ул. Манаса, «Атакент» (ВДНХ), ул. Гагарина, ул. Кожабекова угол ул. Розыбакиева.
- 9: ул. Кожабекова, ул. Розыбакиева, пр. Гагарина, ул. Тимирязева, ул. Байтурсынова, ул. Курмангазы, ул. Масанчи, ул. Кабанбай батыра, пр. Достык, ул. Богенбай батыра, ул. Калдаякова, Зелёный базар, ул. Гоголя, ул. Жибек Жолы, ул. Пушкина.
- 11: Зелёный базар, ул. Жибек Жолы, ул. Пушкина, ул. Гоголя, Парк имени 28 гвардейцев-панфиловцев, ул. Калдаякова, ул. Богенбай батыра, пр. Достык, пр. Абая, КазНАУ, КАЗНТУ, АУЭС, ул. Байтурсынова, КазНУ, ул. Тимирязева, Плодоконсервный завод, ул. Жандосова, КазЭУ, ул. Алтынсарина, мкр-ны 1,2,4,5,7,8,10,11,12, ул. Саина, ул. Жубанова, рынок «Арыстан», мкр. Аксай-4, мкр. Аксай-5, ул. Момышулы, ул. Маречека, конечная мкр. Аксай-3.

На улице Тимирязева от уг. ул. Жандосова до уг. ул. Желтоксан с 1 сентября 2018 года располагается первая в Казахстане линия BRT.

## Фотогалерея
- Перекресток Тимирязева-Розыбакиева. Вид на восток вдоль улицы Тимирязева. (5 октября 2014 года)
- Главный фонтан Центра Делового Сотрудничества "Атакент".